# 小出楢重
小出 楢重（こいで ならしげ、1887年〈明治20年〉10月13日 - 1931年〈昭和6年〉2月13日）は、日本の洋画家。大正から昭和初期に活躍した。

## 略歴
1887年（明治20年）、大阪府大阪市南区長堀橋筋一丁目（現在の中央区東心斎橋）に生まれる。小学校から中学時代にかけて渡辺祥益に日本画の手ほどきを受ける。1907年（明治40年）、東京美術学校（現在の東京藝術大学）西洋画科を受験したものの不合格、日本画科への編入を許されて入学する。下村観山の指導を受けるが、のち洋画に転向。1919年（大正8年）、二科展出品作の『Nの家族』で樗牛賞を受ける。翌年は『少女お梅の像』が二科賞を受賞。この頃より挿絵等の仕事を手がけ始め、ガラス絵の制作にも着手する。
1921年（大正10年）から1922年（大正11年）に渡欧。1923年（大正12年）、二科会員に推挙された。同年9月1日、関東大震災が発生。東京市で開かれていた第10回二科展は中止となり、小出は黒田重太郎や国枝金三とともに二科展を大阪へ巡回させ、翌1924年（大正13年）に鍋井克之を加えた4人で信濃橋洋画研究所を設立した。信濃橋は現在の西区靱本町一丁目にある地名で、そこの日清生命ビル内に研究所が置かれた。当時、洋画の本格的な教育機関は、東京美術学校と関西美術院（京都市）があったが、大阪では初であり、昭和初期には研究生が約400人に達した。
晩年に集中して描いた裸婦像は、西洋絵画に見られる理想化された裸婦像とは一線を画した、日本人による日本独自の裸婦表現を確立したものとして高く評価される。
1931年（昭和6年）、心臓発作のため43歳で死去。

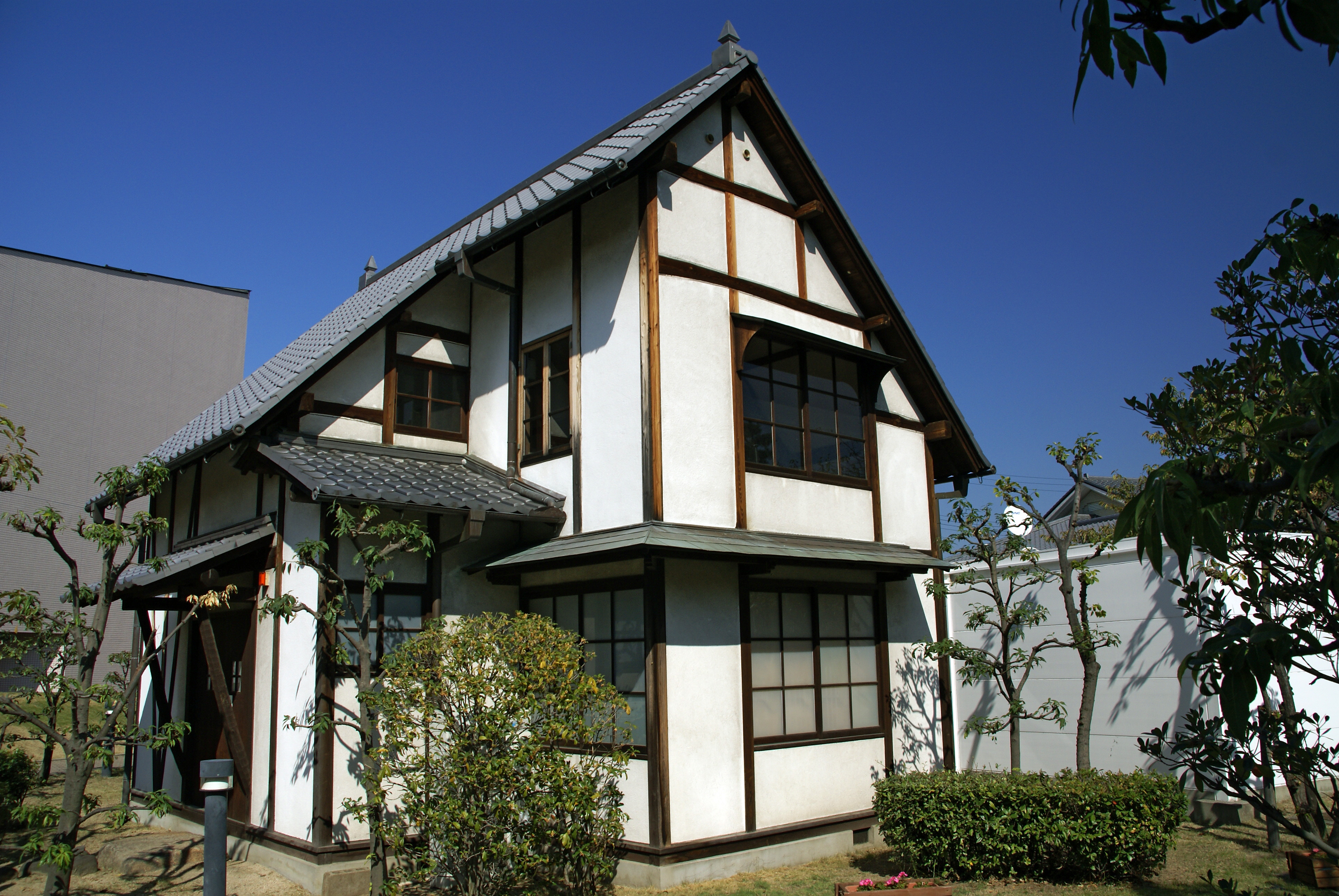
芦屋市立美術博物館の一隅に復元されたアトリエ（1929年築、1991年復元）

兵庫県にある芦屋市立美術博物館の庭に、小出楢重のアトリエが復元・保存されている。同美術館は2024年（令和6年）、小出らの事績や作品を紹介する特別展「創立100周年記念 信濃橋洋画研究所－大阪にひとつの美術の花が咲く－」を開催した。

## 人物
四方を川に囲まれ「島之内」と呼ばれた問屋街にある薬屋に、長男として生まれた。父、楢治郎は商家の旦那衆の典型で、書や日本画を嗜み浄瑠璃を語り、母、モンも三味線を弾くなど上方の上質な文化がある家庭で、後に随筆『新秋雑想』で「床の掛物が学校教育よりも私自身により多く作用したことは恐るべきものである」と記したように、家庭環境の影響が大きかった。

### 名画を生んだ「市岡の絆」
大阪市立大宝尋常小学校、大阪市立育英高等小学校を卒業後、旧制大阪府立市岡中学校（現在の大阪府立市岡高等学校）に入学。数学は「落第するほど」だったが図画は断トツの成績で、日本画科への編入で入学した東京美術学校も西洋画科本科に転入を果たし、50人中5席の成績で卒業した。
ただ、なかなか画家として日の目を見ず生活に苦労したため、のちに東洋史学者になる石濱純太郎や作曲家の信時潔ら市岡中学の同期生が「金鉄会」を結成。出資して小出の生活を支え、小出も絵を描くことに専念。のちに名画が生まれた背景には、市岡の絆があった。

## 主な作品
- 原田氏像（1914年、グアッシュ・紙、35.5×27.7cm、兵庫県立美術館蔵）
- N婦人像（1918年、油彩・画布、92.9×80.2cm、愛知県美術館蔵）
- 静物（1917年、油彩・キャンヴァス、78.4×90.8cm、静岡県立美術館)
- Nの家族（1919年、大原美術館蔵、重要文化財）
- 少女お梅の像（1920年、油彩・カンヴァス、93.3×85.0cm、ウッドワン美術館蔵）
- 春に向かう風景（1921年、油彩・カンヴァス、45.5×53.2cm、兵庫県立美術館蔵）
- ピジャマの女（1921年、油彩・カンヴァス、45.8×37.8cm、兵庫県立美術館蔵）
- パリ・ソンムラールの宿（1922年、油彩・板、51.5×44.5cm、三重県立美術館蔵）
- 帽子のある静物（1923年、西宮市大谷記念美術館蔵）
- ラッパを持てる少年（1923年、油彩・カンヴァス、94.3×63.2cm、東京国立近代美術館蔵）
- 壁面装飾のための7枚の静物（1924年、姫路市立美術館蔵）
- 帽子をかぶった自画像（1924年、ブリヂストン美術館蔵）
- 地球儀のある静物（1925年、油彩・カンヴァス、47.0×68.3cm、ひろしま美術館蔵）
- 蔬菜静物（1925年、油彩・カンヴァス、40.0×55.0cm、愛知県美術館蔵）
- 裸女立像（1925年、油彩・カンヴァス、53.2×45.5cm、三重県立美術館蔵）
- 中之島風景（1925年、油彩・紙・額装、24.0×33.0cm、茨城県立近代美術館蔵）
- 裸婦（1925年、コンテ・木炭・水彩・紙、29.5×47.5cm、姫路市立美術館蔵）
- 菊花(1926年、油彩・カンヴァス、105.5×55.0cm、大阪中之島美術館蔵）
- 卓上草花（1926年、油彩・カンヴァス、59.0×48.5cm、ウッドワン美術館蔵）
- 裸女結髪（1927年、個人蔵）
- 卓上の薔薇（1927年、油彩・カンヴァス、105.0×51.5cm、島根県立美術館蔵）
- 卓上蔬菜（1927年、油彩・カンヴァス、106.0×54.5cm、北九州市立美術館蔵)
- 卓上静物（1928年）（京都国立近代美術館蔵）
- 帽子を冠れる自像（1928年、油彩・カンヴァス、52.8×45.0cm、ひろしま美術館蔵)
- 裸女と白布（1929年、東京国立近代美術館蔵）
- 六月の風景（1929年、油彩・カンヴァス、53.0×65.1cm、三重県立美術館蔵）
- 裸女（1929年、油彩・ガラス、12.2×19.1cm、姫路市立美術館蔵）
- 裸婦（1930年、水彩・紙、34.6×49.5cm、兵庫県立美術館蔵)
- 支那寝台の裸婦（Aの裸女）（1930年、大原美術館蔵）
- 横たわる裸身（1930年、ブリヂストン美術館蔵）
- 枯木のある風景（1930年、油彩・カンヴァス、72.8×90.8cm、ウッドワン美術館蔵）

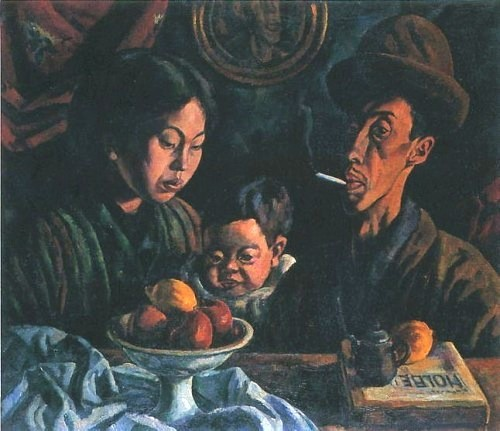
Nの家族（1919年）
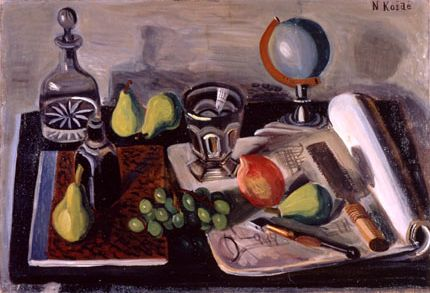
地球儀のある静物（1925年）
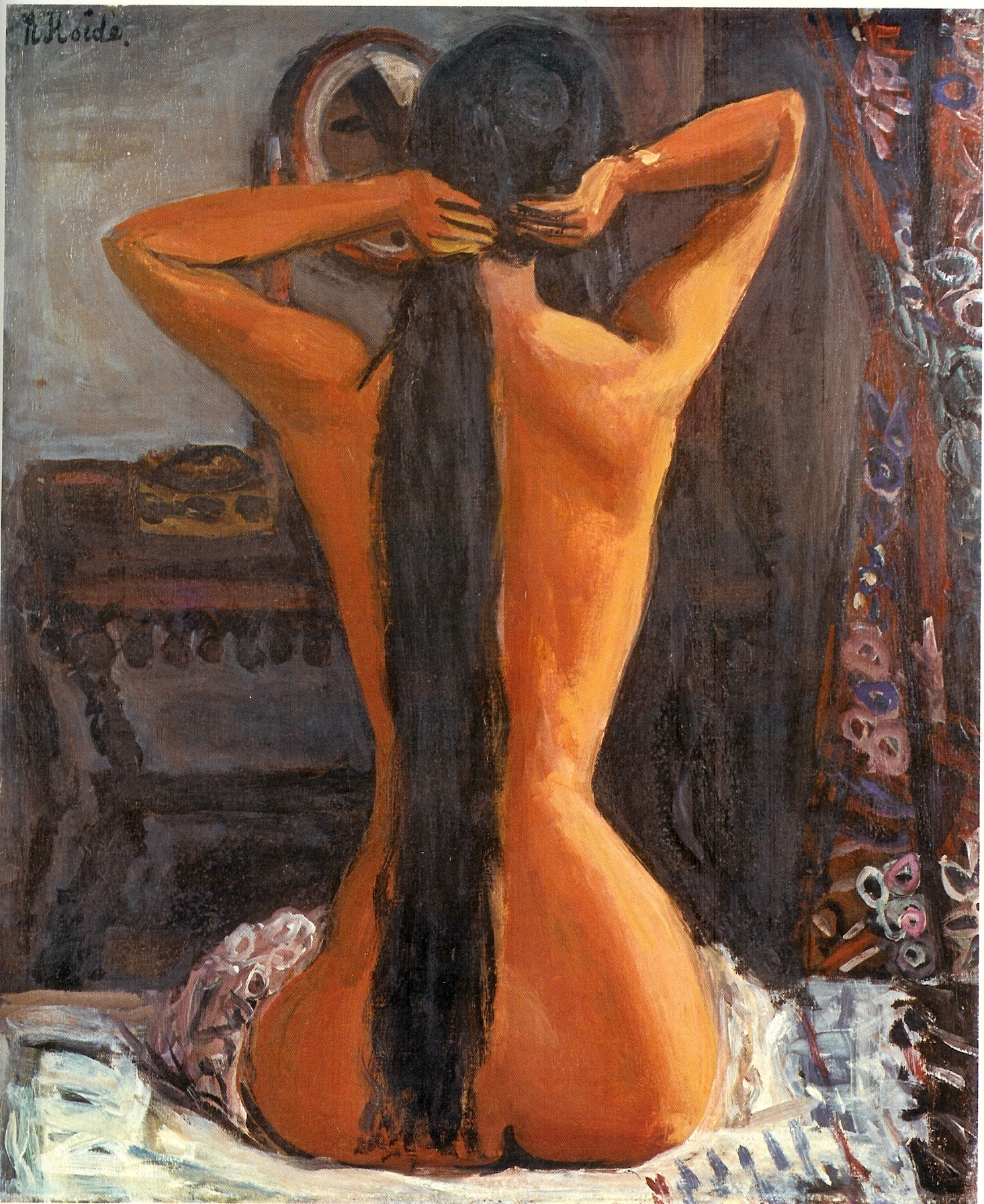
裸女結髪（1927年）
卓上静物（1928年）
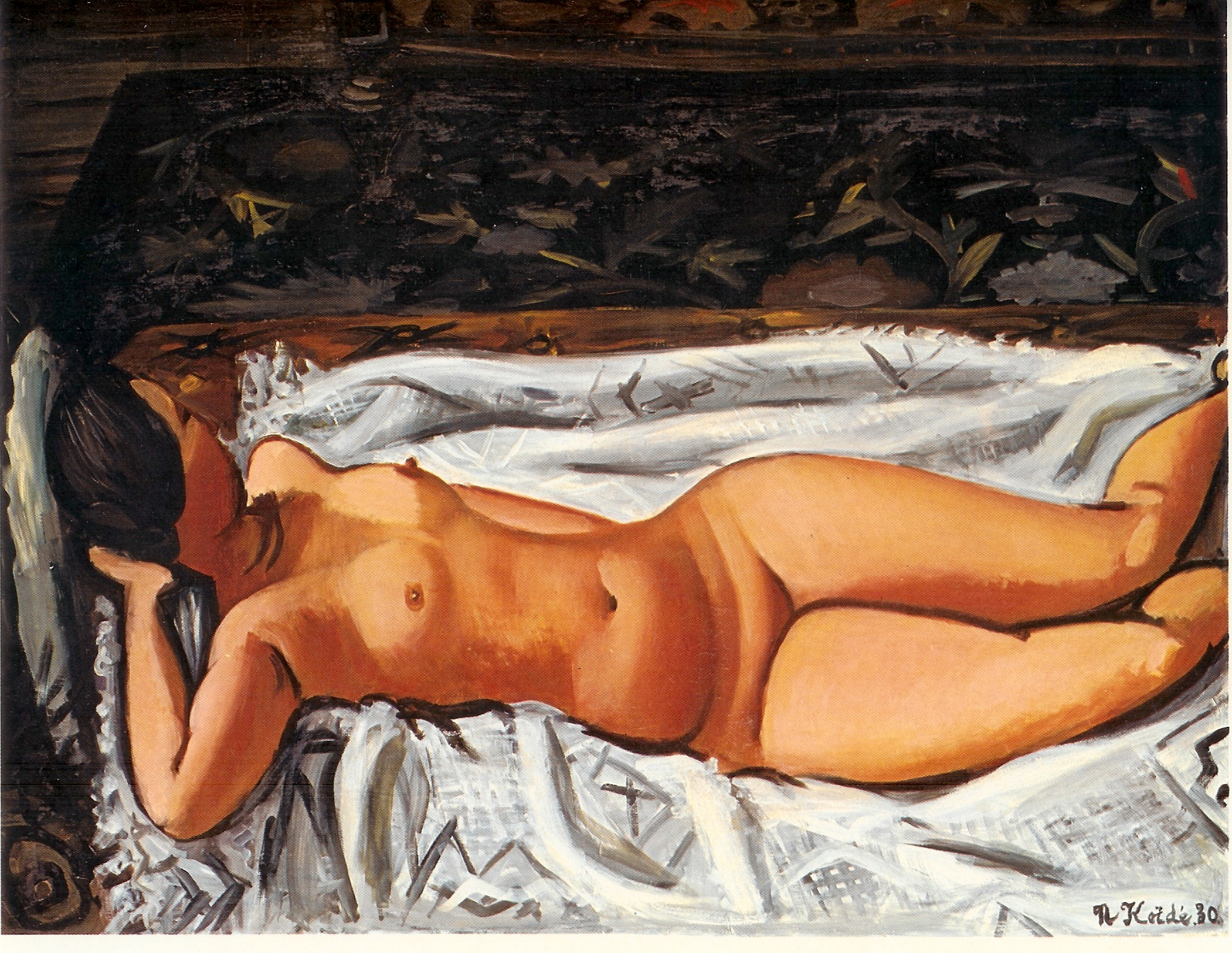
支那寝台の裸婦（Aの裸女）（1930年）
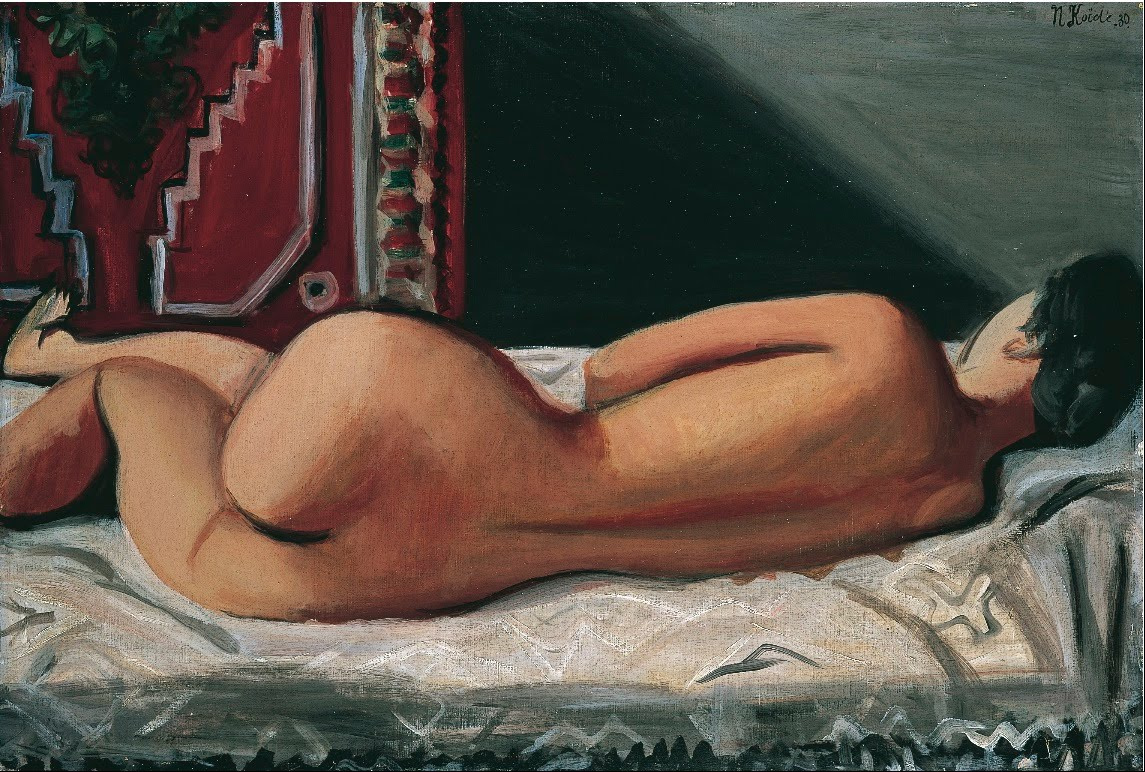
横たわる裸身（1930年）
海（1930年）
立てる人形（1930年）
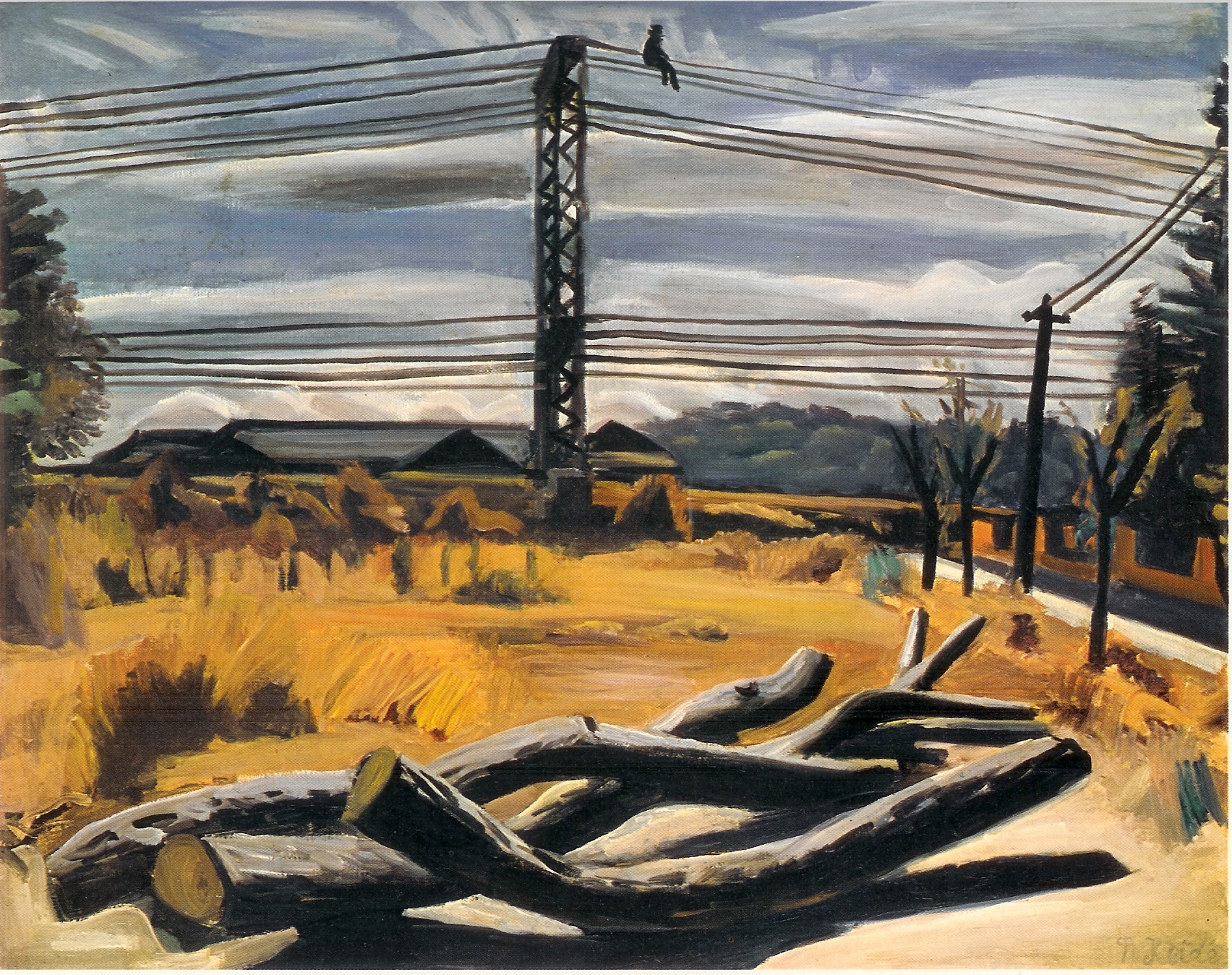
枯木のある風景（1930年）

## 著書
- 『小出楢重随筆集』（岩波文庫／芳賀徹編、1987年8月。長らく品切状態だったが、2009年3月に復刊ドットコムの働きかけにより復刊）
- 『油絵の新技法』（中央公論美術出版　初版1964年、オンデマンド版2004年）

### 評伝
- 小出龍太郎『小出楢重 光の憂鬱』（春風社、2001年）
  - 共著『小出楢重を慕う人々』（花美術館、2012年）※著者は孫
- 岩阪恵子『画家小出楢重の肖像』（新潮社、1992年／講談社文芸文庫、2010年）